# Национальный гимн
Термин национальный гимн используется в следующих случаях:
- Гимн какого-либо народа (этноса). Например: «Джелем, джелем».
- Гимн патриотической либо националистической партии, национально-освободительного движения. В случае прихода партии к власти может стать государственным гимном.

Термины «национальный гимн» и «государственный гимн» не всегда являются синонимами: так, гимн СССР национальным считать нельзя.